# Osthimosia bicornis
Osthimosia bicornis är en mossdjursart som först beskrevs av Busk 1881.  Osthimosia bicornis ingår i släktet Osthimosia och familjen Celleporidae.
Artens utbredningsområde är havet kring Nya Zeeland. Inga underarter finns listade i Catalogue of Life.